# Terzo Natalini
Terzo Natalini (Forlì, 1925 – 1999) è stato un archivista, paleografo e presbitero italiano.
Fu anche un collezionista di opere d'arte sacra.

## Biografia
Nato a San Martino in Villafranca, una frazione di Forlì, si formò in seminario e fu ordinato prete nel 1948. Appassionato di storia e di paleografia, fu vice prefetto dell'Archivio segreto vaticano, dal 1978 al 1994, e insegnò nella Scuola vaticana di paleografia diplomatica e archivistica di questo Archivio. Per il centenario della stessa Scuola ha curato il volume Cento anni di cammino, illustrandone il percorso, dal 1884-1984, e le manifestazioni legate alla celebrazione della ricorrenza.
Ha anche curato, con il vescovo Sergio Pagano, il libro per il centenario dell'Archivio segreto vaticano. Ha pubblicato Il pellegrinaggio: cammino spirituale: Gerusalemme, Roma, Santiago de Compostela, sul fenomeno del pellegrinaggio cattolico, sotto vari punti di vista, complementari: biblico, storico, architettonico, teologico, spirituale. Il libro era una preparazione al pellegrinaggio per l'Anno Santo del 2000.
Le sue collezioni di libri antichi e di arte sacra - dal XVI al XIX secolo - furono donate, alla sua morte e per suo volere, alla Pinacoteca civica di Forlì, che nel 2001 organizzò una mostra, con catalogo, contenente schede delle opere donate e anche note biografiche di Terzo Natalini.

## Scritti

### Libri
- La preghiera Anima Christi in un documento forlivese della prima metà del sec. XV, Forlì, Tip. A. Raffaelli, 1961, SBN RAV0940610.
- (EN) A historical essay on Tithes: a collection of sources and texts, Washington, National Catholic Stewardship Council, 1973, SBN LO11203881.
- I diari del cardinale Ermenegildo Pellegrinetti (1916-1922), Città del Vaticano, Archivio segreto vaticano, 1994.
- Il pellegrinaggio: cammino spirituale: Gerusalemme, Roma, Santiago de Compostela, Casale Monferrato, Piemme, 1999, SBN PUV0430307.
- Terzo Natalini, Archivio segreto vaticano, a cura di Sergio Pagano, Città del Vaticano, Archivio segreto vaticano, 2000, SBN RAV0708471.[1]

### Curatele
- Cento anni di cammino: Scuola vaticana di paleografia, diplomatica e archivistica (1884-1984): atti delle manifestazioni per il centenario della Scuola con documentazione relativa alla sua storia, Città del Vaticano, Scuola vaticana di paleografia, diplomatica e archivistica, 1986, SBN UBO0084471.
- Terzo Natalini, Sergio Pagano, Aldo Martini (a cura di), Archivio Segreto Vaticano, Firenze, Nardini, 1991, SBN UFI0130224. Presentazione di Antonio María Javierre Ortas; prefazione di Alessandro Pratesi.
- In memoria di sua ecc.za mons. Martino Giusti, arcivescovo tit. di Are di Numidia, Prefetto emerito dell'Archivio segreto vaticano, Roma, Società poligrafica editrice, 1992, SBN LUA0005617.